# 吳廉
吴廉（？—？年），字介夫，號牛田，浙江台州府仙居縣人，民籍。明朝政治人物。

## 生平
正德二年（1507年）丁卯科浙江乡试舉人，九年（1514年）甲戌科三甲第一百七十二名進士，本年丁父憂，十二年八月授禮科給事中，十六年三月升户科右給事中，嘉靖元年（1522年）四月升禮科左，二年二月升四川右參議。所著有《酩中醒语》。

## 家族
曾祖父吴立远，乐善好施，为四乡八镇所尊；祖父吴文魁，以年高德劭著称于乡；父亲吴圭能，以孝廉举于乡村，德望高远；叔吴琼有文才，有功名。